# Maria-Valeria-Brücke
Die Maria-Valeria-Brücke (ungarisch Mária Valéria híd; slowakisch Most Márie Valérie) über die Donau verbindet die ungarische Stadt Esztergom mit der slowakischen Stadt Štúrovo/Párkány. Sie ist nach Prinzessin Marie Valerie von Ungarn benannt.

## Lage
Die Maria-Valeria-Brücke befindet sich beim Stromkilometer 1718,80. Die nächste Brücke stromaufwärts ist die Elisabethbrücke in Komárno/Komárom bei Kilometer 1767,80. Stromabwärts ist die nächste Brücke die Autobahnbrücke Megyeri híd im Norden Budapests bei Kilometer 1659,74 und als Straßenbrücke die Árpádbrücke bei Kilometer 1651,40.

## Vorgeschichte
In Esztergom (wie auch in Komárom) gab schon zu Römerzeiten eine wichtige Fährverbindung.
Später wurde eine Schiffbrücke eingerichtet, die aber für durchfahrende Schiffe und Flöße mühsam geöffnet und bei Hochwasser und Eisgang ganz abgebaut werden musste. Eine zwischen 1762 und 1842 betriebene fliegende Brücke (Gierseilfähre) wurde als Erleichterung empfunden. Wegen des zunehmenden Verkehrs errichtete man danach wieder eine Schiffbrücke, die 1848 zerstört, 1862 erneuert und danach bis zur Eröffnung der Maria-Valeria-Brücke betrieben wurde.

## Beschreibung
Die Maria-Valeria-Brücke wurde von dem ungarischen Bauingenieur János Feketeházy entworfen, der kurz zuvor schon die Elisabethbrücke in Komárom geplant hatte, und in den Jahren 1893 bis 1895 von Cathry Szaléz, einem Budapester Bauunternehmer Schweizer Abstammung, gebaut.
Das insgesamt 514 m lange Bauwerk war bei ihrer Eröffnung nach der Margaretenbrücke (Margit híd) in Budapest die zweitlängste Brücke Ungarns.
Sie bestand aus fünf sichelförmigen Fachwerkbogen und einer kurzen Brücke über die Straße am rechten Ufer, die folgende Stützweiten hatten: 83,5 + 102,0 + 119,0 + 102,0 + 83,5 + 16,2 m. Die Brücke war mit den beiden außerhalb der Träger verlaufenden Gehwege 9,55 m breit. Der große mittlere Bogen hatte eine Bauhöhe von 14,0 m.
Seit ihrer Eröffnung im Jahre 1895 wurde die Brücke bereits zweimal zerstört: Das erste Mal 1920, zum zweiten Mal am 26. Dezember 1944, als sie wie auch weitere Brücken beim Rückzug deutscher Truppen gesprengt wurde. Aufgrund der schlechten bilateralen Beziehungen zwischen Ungarn und der Tschechoslowakei bzw. Slowakei dauerte es danach fast 60 Jahre, bis mit der Rekonstruktion der Maria-Valeria-Brücke begonnen werden konnte.

## Wiederaufbau
Nach langen Verhandlungen wurde am 16. September 1999 eine bilaterale Vereinbarung über den Wiederaufbau geschlossen. Die EU stellte im Rahmen des PHARE-Programms ein Darlehen über die Hälfte der Baukosten (10 Millionen €) zur Verfügung.
Die neue Brücke wurde von den Ingenieurbüros Pont-TERV und Dopravoprojekt geplant. Dabei wurden die beiden äußeren, noch existierenden Bögen verstärkt und wiederverwendet. Für die drei mittleren Felder wurden neue, geschweißte und verschraubte Stahlbögen gebaut, die im äußerlichen Ansehen der alten Brücke glichen. Die Fahrbahn wurde verbreitert, so dass die Brücke nun 12,3 m breit ist. Der Fahrbahnträger ist nun eine orthotrope Platte. Von der Schifffahrt wurde eine deutliche Anhebung der Brücke verlangt, deshalb wurden die noch vorhandenen Pfeiler verstärkt und vergrößert. Die Durchfahrtshöhe beträgt jetzt 9,91 m über HWS 2010 (Höchster Schifffahrtswasserstand). Am 11. Oktober 2001 wurde die Brücke erneut der Öffentlichkeit übergeben.
Die Wiederherstellung der Brücke bewirkte einen großen Anstieg der Wirtschaft und Industrie in der Ister-Gran-Region. Seit 2004 beherbergt die Brücke ein Artist-in-Residence-Projekt, in dessen Rahmen Kunstschaffende für mehrere Monate als „Brückenwächter“ in Štúrovo leben und arbeiten können.

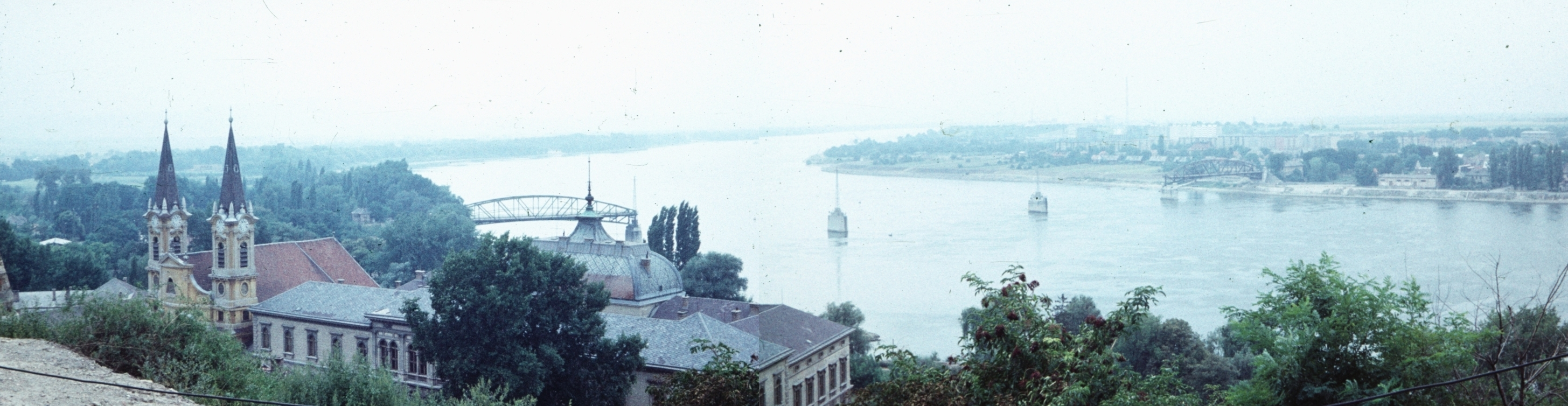
Die im Zweiten Weltkrieg zerstörte Donaubrücke im Jahr 1969
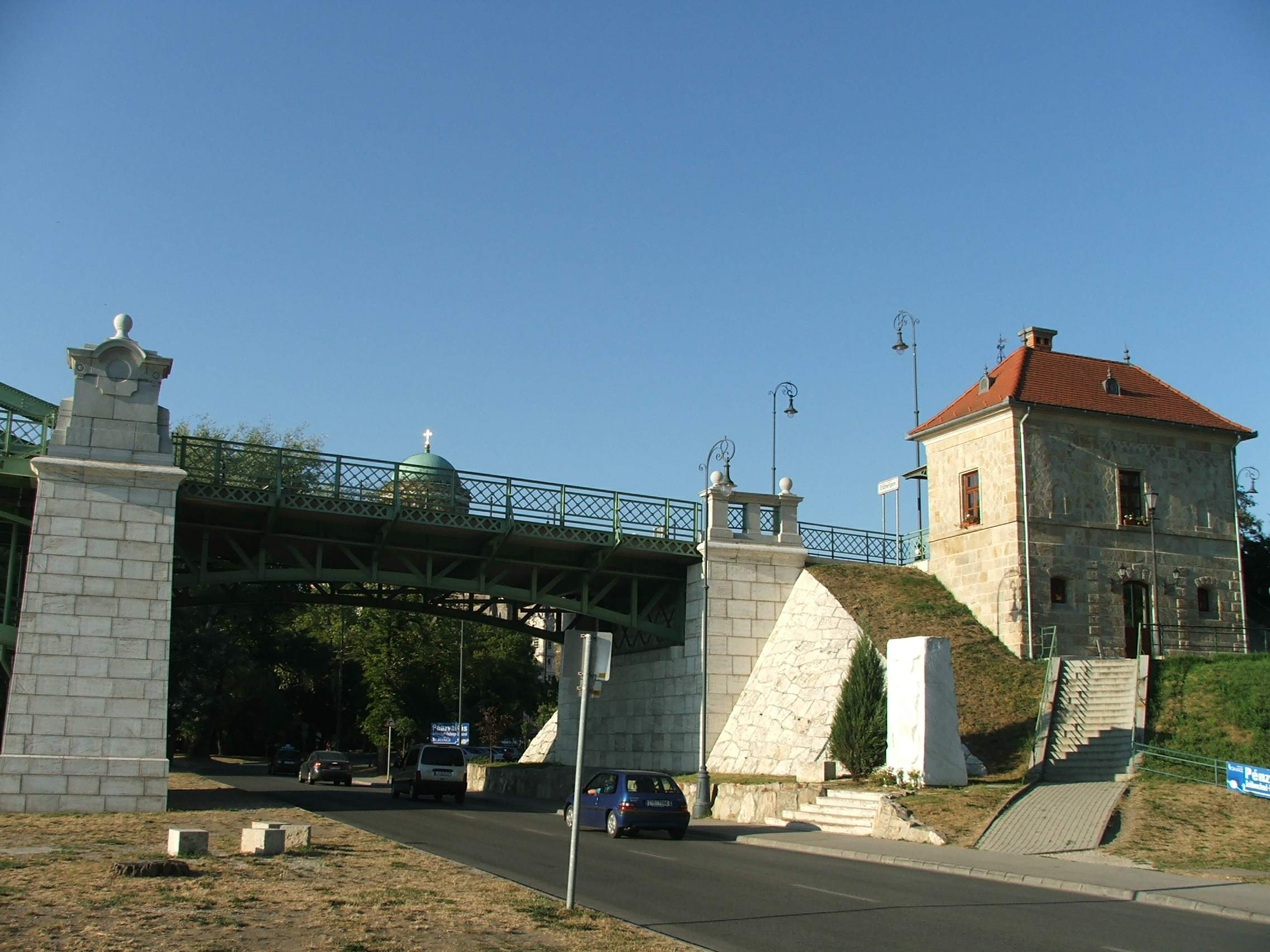
Brückenkopf mit Zollhaus
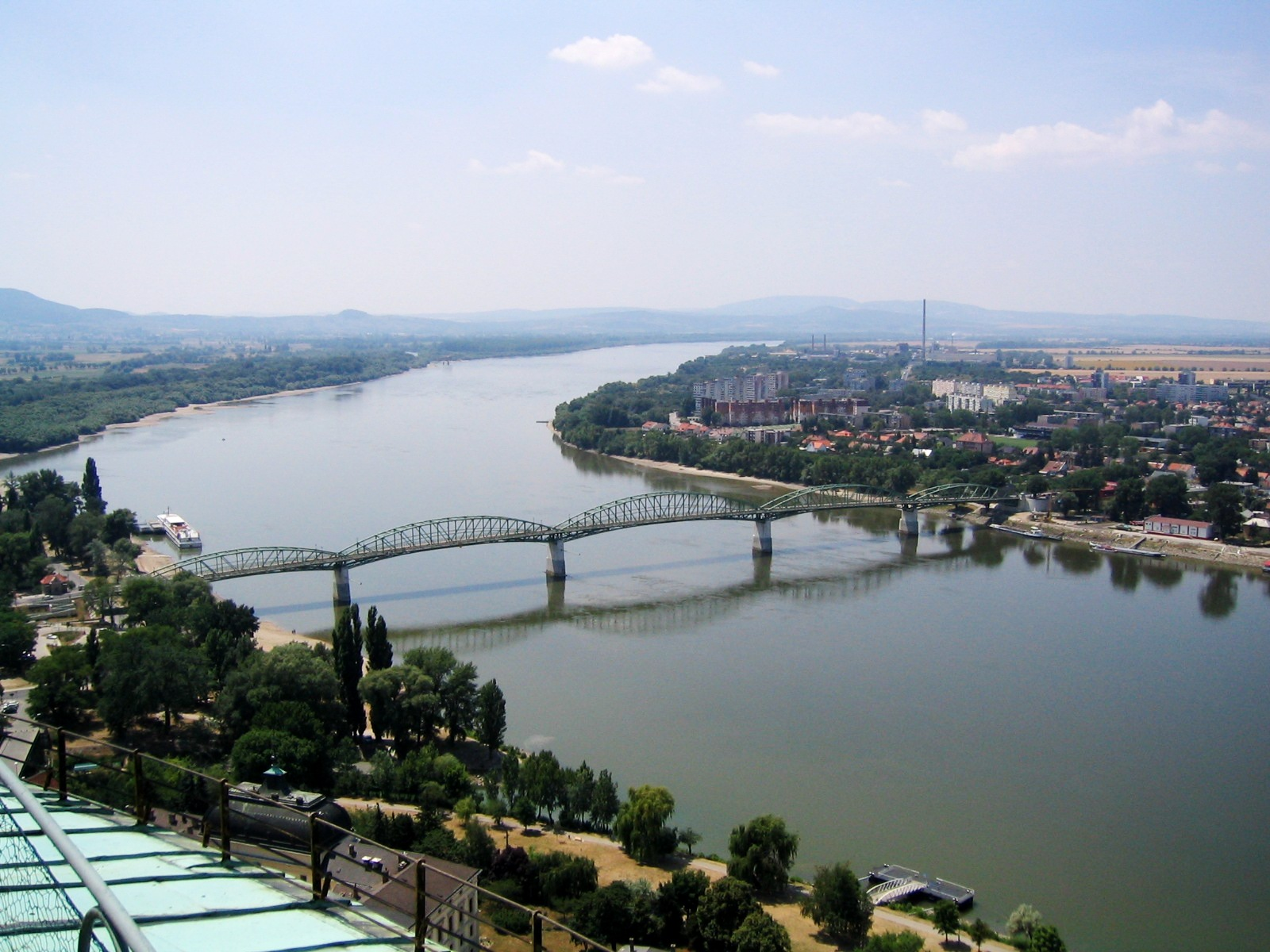
Maria-Valeria-Brücke von der Esztergomer Basilika aus
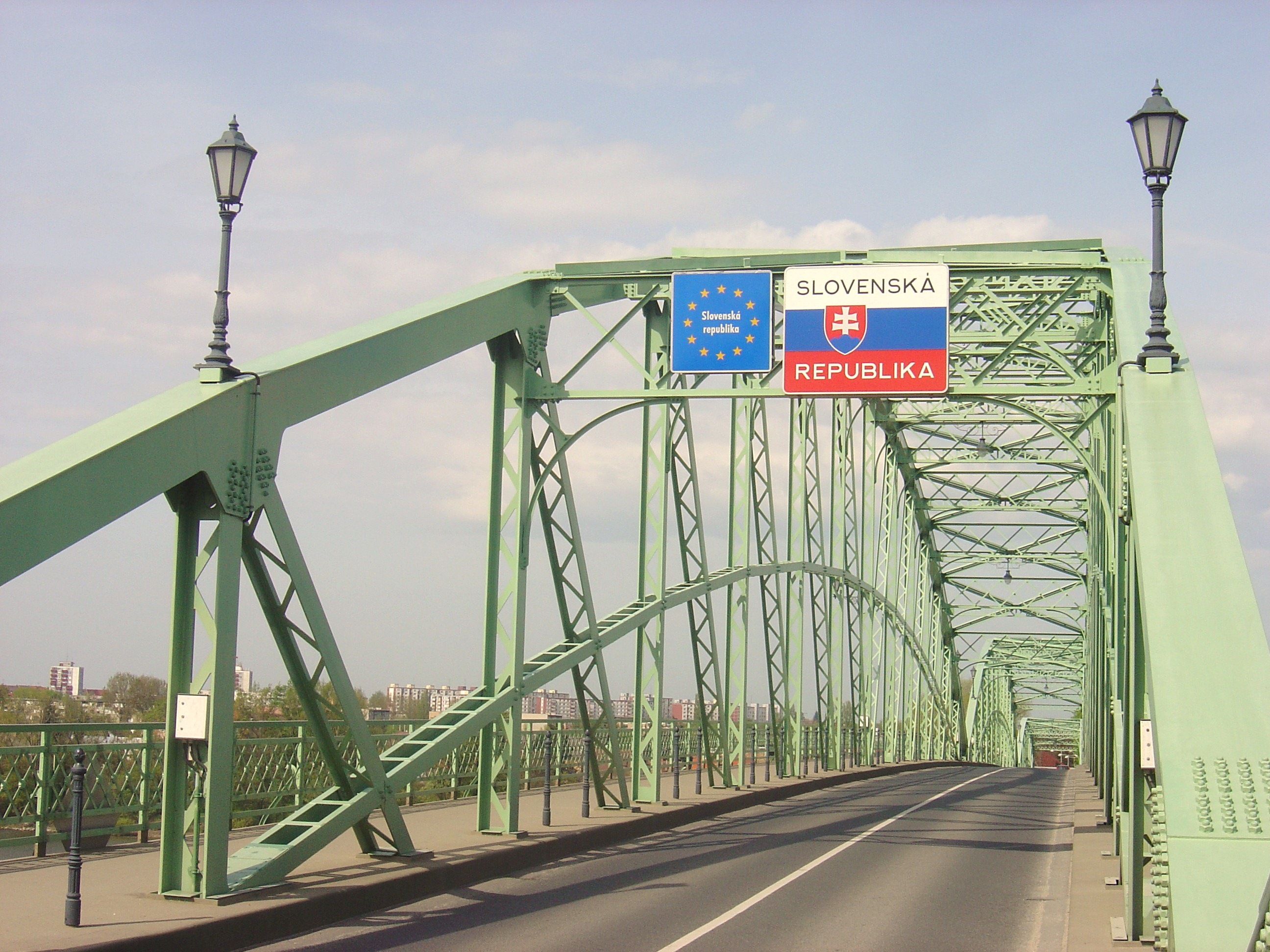
Die Grenze zwischen Ungarn und der Slowakei in der Mitte der Brücke.
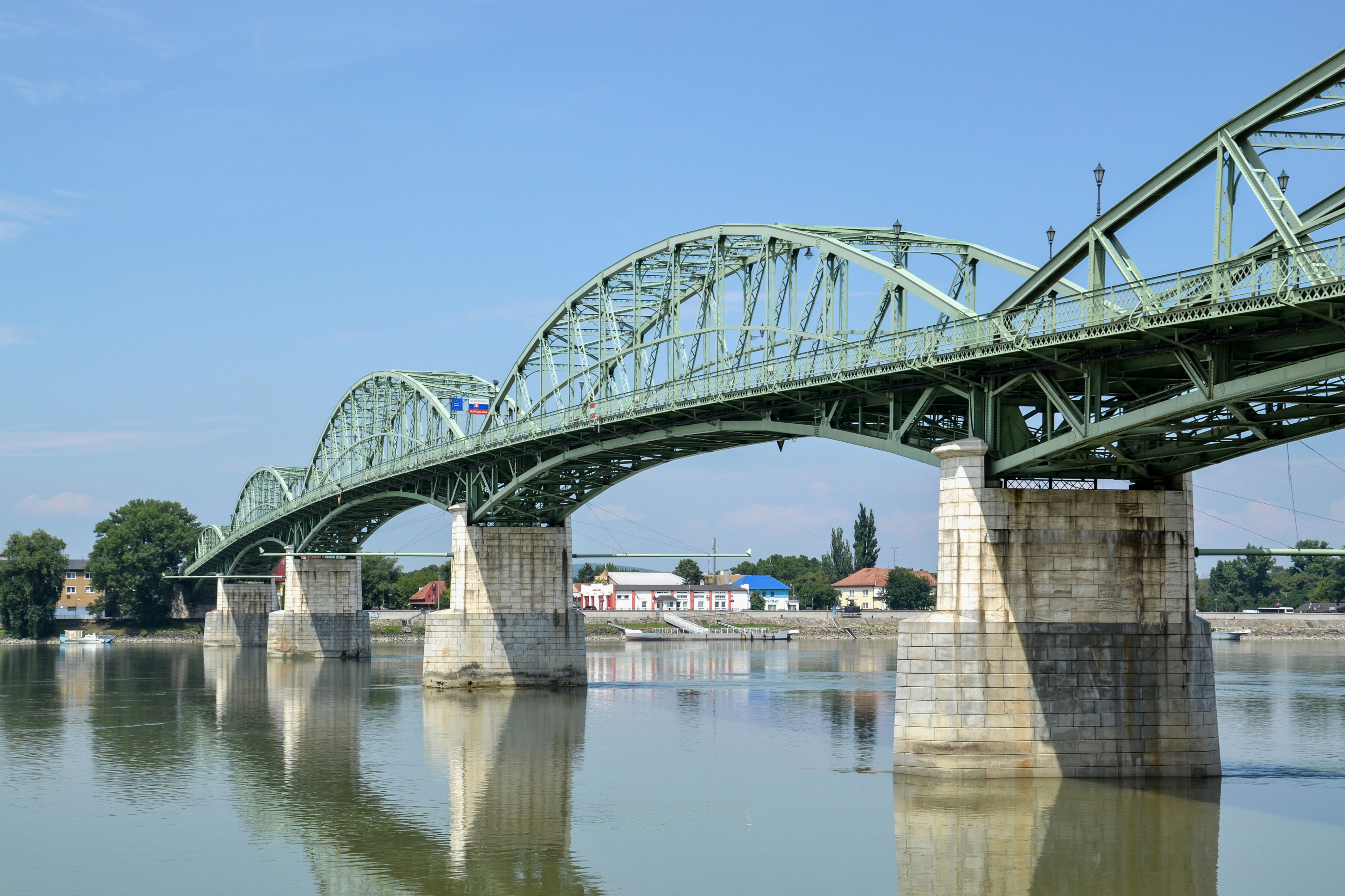
Maria-Valeria-Brücke